# لی‌مایدربروخ
لی‌مایدربروخ (به هلندی: Leimuiderbrug) یک منطقهٔ مسکونی در هلند است که در هارلمرمیر واقع شده‌است.